# Caso UFO di Levelland
Il caso UFO di Levelland è una serie di presunti avvistamenti di UFO verificatisi il 2 novembre 1957 nella città di Levelland, in Texas negli Stati Uniti d'America. Il caso si segnala perché, secondo il racconto dei testimoni, i presunti oggetti avrebbero provocato effetti fisici sui motori di alcuni autoveicoli. 

## Cronologia degli eventi
La sera del 2 novembre 1957 intorno alle 23 due lavoratori agricoli immigrati, Pedro Saucedo e Joe Salaz, chiamarono il dipartimento di polizia di Levelland per comunicare l'avvistamento di un UFO. L'ufficiale di polizia A.J. Fowler, di turno quella notte, ascoltò il racconto di Saucedo, che disse che mentre era alla guida di un camion e si trovava a circa 6 km da Levelland vide un lampo di luce blu vicino alla strada; un attimo dopo, il motore si spense e un oggetto luminoso dalla forma simile ad un razzo si alzò in volo e si avvicinò al camion. Il testimone disse di avere avuto paura e di essere saltato giù dal camion, mentre il suo collega rimase a bordo. Saucedo riferì che l'oggetto passò velocemente sopra il camion emettendo un forte suono e causando una folata di vento; quando sparì dalla vista, il motore ripartì. Il poliziotto pensò che la telefonata fosse uno scherzo ed ignorò la segnalazione. Un'ora dopo, intorno alla mezzanotte, chiamò un automobilista, Jim Wheeler, che riferì di avere visto sulla strada, mentre si trovava a circa 6 km da Levelland, un oggetto brillante, dalla forma simile ad un uovo, che si trovava a circa 60 metri davanti a lui e bloccava la strada. Il motore dell'auto si spense e Wheeler uscì dalla vettura; l'oggetto si alzò in volo e andò via e il motore si avviò. Cinque minuti dopo questa telefonata chiamò un uomo, José Alvarez, che riferì di avere incontrato uno strano oggetto luminoso ai bordi della strada mentre guidava la sua auto a circa 18 km da Levelland; il motore della vettura si era spento ed era ripartito dopo che l'oggetto si era alzato in volo. Alle 0,15 Fowler ricevette un'altra telefonata da parte di un agricoltore, Frank Williams, che riferì di avere incontrato, mentre era al volante della sua auto, un oggetto luminoso ai margini della strada; anche in questo caso il motore si era fermato ed era ripartito quando l'oggetto si era alzato in volo. Alle 1,15 Fowler ricevette un'altra telefonata da parte di un camionista, James Long, che disse di aver incontrato un oggetto luminoso a forma di uovo ai margini della strada, mentre guidava a nord-est di Levelland. L'oggetto lampeggiava ad intermittenza come un neon e il motore del camion si fermò; poi si alzò in volo e il motore ripartì. Quella notte il dipartimento di polizia di Levelland ricevette in totale 15 chiamate che segnalavano avvistamenti di UFO; l'ufficiale Fowler riferì che i testimoni che chiamavano sembravano tutti molto agitati. 
Il giorno successivo furono segnalati alla polizia altri avvistamenti avvenuti nella notte precedente. Newell Wright, uno studente di 19 anni del Texas Technological College, riferì che poco dopo mezzanotte, mentre guidava a circa 16 km da Levelland, il motore della sua auto cominciò a funzionare male e si fermò. Quando scese per controllare il motore, vide sul margine della strada, a circa 30 metri di distanza, un oggetto luminoso ovale, che emetteva una luce verde-bluastra. Spaventato, risalì a bordo e cercò di riavviare il motore, ma inutilmente. Poi l'oggetto si sollevò in aria, andò via e il motore ripartì. Lo studente decise di non dire nulla prima di aver parlato con i genitori, assenti per una vacanza; il giorno successivo essi tornarono e dopo avere ascoltato il suo racconto lo convinsero a presentarsi al dipartimento di polizia per raccontare il fatti. Si presentò alla polizia anche un altro testimone, un camionista di nome Ronald Martin, che raccontò che la notte precedente alle 0,54 il motore del suo camion si era fermato improvvisamente. Il testomone riferì di avere visto una sfera luminosa di colore arancione, che era atterrata sulla strada proprio di fronte a lui; dopo circa un minuto, l'oggetto si levò in volo in direzione verticale e il motore tornò alla normalità. Il capo dei vigili del fuoco di Levelland, Ray Jones, disse di avere visto un oggetto luminoso intorno alle 0,45 mentre guidava la sua auto; il motore funzionò stentatamente e le luci dell'auto si affievolirono, tornando alla normalità dopo la sparizione dell'oggetto. Il sergente Harold Wright, residente a Lubbock, contattò la polizia per telefono e riferì che la sera precedente intorno alle 23, mentre si trovava in auto con la moglie e i figli a nord-est di Levelland, vide una lampo di luce brillante che si muoveva in cielo; le luci e la radio dell'auto si spensero per circa 3 secondi. 
Vi furono rapporti di avvistamenti anche da parte di ufficiali di polizia. Lo sceriffo Weir Clem e il vice-sceriffo Pate McCullock riportarono di avere visto un oggetto luminoso alle 1,30 mentre si trovavano in auto a circa 6 km da Levelland; l'oggetto era di forma ovale ed emetteva una luce rossa brillante. I poliziotti Lee Hargrove e Floyd Gavin riferirono di avere visto uno strano lampo in direzione est-ovest alla distanza di circa 2 km mentre erano di pattuglia con l'auto di servizio.

## Indagini e spiegazioni ufficiali
Il 4 novembre il caso di Levelland fu raccontato dai maggiori quotidiani statunitensi e ricevette pubblicità nazionale. I responsabili del Progetto Blue Book ritennero opportuno investigare e perciò inviarono a Levelland il sergente dell'USAF Norman P. Barth, che la mattina del 5 novembre si presentò nell'ufficio dello sceriffo Clem, lo intervistò e gli chiese i recapiti degli altri testimoni. Dopo avere intervistato Saucedo e Newell Wright, andò a Littlefield per intervistare l'agente Hargrove e a Lubbock per intervistare il sergente Harold Wright, quindi tornò a Levelland. Dopo aver appreso che il giorno degli avvistamenti c'erano stati in zona forti temporali, il militare si convinse che gli avvistamenti erano stati dovuti a forti fenomeni elettrici atmosferici, probabilmente fuochi di Sant'Elmo o fulmini globulari. 
L'USAF fece propria la spiegazione fornita dal suo investigatore e il 15 novembre rilasciò un comunicato ufficiale, precisando che i problemi ai motori degli autoveicoli erano stati dovuti a fenomeni elettrici atmosferici e favoriti dalla forte umidità dell'aria, che avrebbe parzialmente bagnato i motori. L'aeronautica militare ritenne anche che la testimonianza di Saucedo non era affidabile a causa del suo basso livello d'istruzione. 
L'astronomo e ufologo scettico Donald Menzel si dichiarò d'accordo con le conclusioni dell'USAF, affermando che quella notte c'erano le condizioni ideali per la formazione di fuochi di Sant'Elmo o di fulmini globulari. Menzel criticò anche i "membri di associazioni ufologiche civili" che avevano contestato il lavoro investigativo dell'USAF, trasformando una serie di eventi banali (qualche automezzo fermatosi in strada, palle infuocate nel cielo viste alla fine di un temporale) in un mistero nazionale.

## Teorie alternative
Vari ufologi hanno contestato la metodologia d'indagine dell'USAF, che su 14 testimoni ne interrogò solo cinque trascurando gli altri nove (Salaz, Wheeler, Alvarez, Williams, Long, Martin, Jones, McCullock, Gavin). L'USAF si giustificò affermando che questi testimoni, non residenti a Levelland, erano già andati via quando arrivò il suo investigatore, ma gli ufologi replicarono che non fu fatto nessun serio tentativo di rintracciare queste persone.
Gli ufologi James McDonald e Josef Allen Hynek entrarono anche nel merito dell'inchiesta e contestarono la spiegazione ufficiale dei fuochi di Sant'Elmo o dei fulmini globulari. McDonald, docente universitario di meteorologia, affermò che secondo le sue informazioni, nel periodo in cui si svolsero gli eventi il temporale era già passato e c'era solo un po' di pioggia senza tuoni e fulmini. Secondo l'astronomo Allen Hynek non c'era evidenza scientifica che i fuochi di sant'Elmo e i fulmini globulari potessero causare un arresto dei motori degli autoveicoli, pertanto il caso era da considerarsi come "non risolto".
L'ufologo Ronald Story ha inserito il caso di Levelland tra i dieci casi ufologici più importanti, ma Larry Robinson, ricercatore all'Indiana University, ha affermato che per questo caso non si può escludere la possibilità di fulmini globulari, dato che questi fenomeni non sono ancora pienamente conosciuti. Robinson ha inoltre messo in rilievo che all'epoca dell'avvistamento le batterie degli autoveicoli erano meno potenti di quelle costruite a partire dagli anni sessanta; pertanto, in casi di eventi atmosferici che causavano elettricità statica, i sistemi di accensione degli autoveicoli andavano in panne facilmente.